# Время (газета, Щёлково)
«Вре́мя» — еженедельная газета городского округа Щёлково Московской области. Старейшее печатное издание района.
Издание выходит на 16 полосах в полноцветном варианте недельным тиражом 7 800 экземпляров три раза в неделю: вторник, четверг и субботу. Распространяется во всех поселениях муниципалитета.

## История
Издание выходит с марта 1931 года. С августа 1991 года носит своё нынешнее название (ранее она называлась «За коммунизм»).
Учредитель и издатель газеты — «Информационное агентство Щёлковского района Московской области». Соучредители — администрация Щёлковского муниципального района; администрации городских поселений: Щёлково, Монино, Свердловский, Фряново; администрации сельских поселений: Анискинское, Гребневское, Медвежье-Озёрское, Огудневское, Трубинское.
Издание находилось в числе лучших районных газет Московской области. Газета добилась признания как на областном, так и на всероссийском уровне, завоевав множество дипломов за победы в творческих конкурсах. В печатном издании более 60 рубрик, среди них есть регулярные «Во избежание», «В центре внимания», «Настоящее время», «К 500-летию первого упоминания о Щёлкове», «На контроле», «Закон и порядок» и другие.
В 2011 году газета отметила 85-летний юбилей, однако основное торжество было проведено не в марте, а в июне.
С 2015 года информационное агентство входит в тройку лидеров по количеству переданных новостей о городском округе Щёлково в Региональное информационное агентство Московской области — на губернаторский портал.
В 2020 году на базе редакции газеты «Время» была организована медиамастерская «Vremya» для будущих журналистов. Еженедельно щёлковских учеников старших классов обучают по следующим направлениям: печатное дело и литературное мастерство, телевидение и блогинг, контент и SMM. У медиамастерской также есть свой YouTube-канал, в рамках которого юные ученики пробуют себя в роли блогеров, ведущих, продюсеров, операторов и монтажёров. Каждую неделю они рассказывают о важных и интересных событиях города в рубрике «Дайджест новостей».
В 2021 году газете «Время» исполнилось 90 лет. Еженедельно в юбилейный год в районке печатаются публикации постоянных авторов и читателей редакции на важную и очень интересную тему, обозначенную как «Моя районка».
До 2023 года главным редактором газеты являлся Юрий Поздняков. 
В 2023 году газета вошла в состав ГАУ МО Издательский дом "Подмосковье". Главным редактором издания стал Илья Попов.

## Награды
- Специальный приз Экспертного совета премии Губернатора Московской области «Медиана» и «Викимедиа РУ» «Свободные знания для Википедии»[6][7]